# Munderfing
Munderfing ist eine Gemeinde mit 3104 Einwohnern (Stand 1. Jänner 2025) in Oberösterreich im Bezirk Braunau am Inn im Innviertel.

## Geografie
Munderfing liegt auf einer Seehöhe von 466 m am Westrand des Kobernaußerwaldes.
Die Gemeindefläche beträgt 37 km². 56,8 % der Fläche sind bewaldet, 38,1 % der Fläche sind landwirtschaftlich genutzt. Die Ausdehnung beträgt von Nord nach Süd 8,7 km, von West nach Ost 6,8 km.
Großräumig gesehen liegt die Gemeinde Munderfing südlich des Alpenvorlandes, das noch zum kristallinen Grundgebirge der Böhmischen Masse gehört. Die Geologen bezeichnen diesen Raum als Molassezone.

### Gemeindegliederung
Die Gemeinde besteht aus den Katastralgemeinden Achenlohe und Munderfing.
Das Gemeindegebiet umfasst folgende 23 Ortschaften (in Klammern Einwohnerzahl Stand 1. Jänner 2025):
- Ach (11)
- Achenlohe (105)
- Achtal (98)
- Althöllersberg (149)
- Baumgarten (31)
- Bradirn (213)
- Buch (3)
- Haidberg (147)
- Hirschlag (72)
- Höllersberg (231)
- Katztal (29)
- Kolming (44)
- Lichteneck (28)
- Munderfing (Hauptort, 1411)
- Oberweißau (43, Ortsteile auch in Gem. Lochen)
- Parz (48)
- Pfaffing (76)
- Rödt (36)
- Spreitzenberg (51)
- Stocker (2)
- Unterweißau (37)
- Valentinhaft (181)
- Wiesenham (58)

Zählsprengel sind Munderfing-Bradirn für den Norden des Gemeindegebiets und Munderfing-Umgebung für den Süden (in etwa KG Achenlohe).
Der zuständige Gerichtsbezirk ist der Gerichtsbezirk Mattighofen.

### Nachbargemeinden
| Mattighofen       | Schalchen                                   |                  |
| Pfaffstätt Jeging | Kompassrose, die auf Nachbargemeinden zeigt | Maria Schmolln ∗ |
| Lochen am See     |                                             | Lengau           |

∗ Gemeindegebiet im Kobernaußerwald, der Ort liegt im Norden hinter dem Höhenzug

## Geschichte
Namensgebung: Der Name Munderfing bezieht sich auf den Ritter Mundolf, der hier im 7. Jahrhundert geherrscht hat. Die Endung -ing deutet auf eine bayrische Besiedelung hin.
Munderfing wird im Jahr 777 erstmals urkundlich erwähnt, und zwar im Traditionsbuch von Kloster Mondsee. Graf Machelm (Agilolfinger) schenkte dem 748 gegründeten Kloster Mondsee zum Seelenheil der verstorbenen bairischen Herzöge Odilo und Tassilo III. die Hälfte des Besitzes, Haus, Hof und 13 Mansen (Flächenmaß, Tagwerk) in seinem Dorf Munderfing. Den Besitz hatte er von Herzog Tassilo erhalten. 
Der Abt von Mondsee, Johann Christoph II. Wasner verkaufte um 1600 aus finanziellen Gründen die Höfe um Munderfing an das Kloster Raitenhaslach. Die Reformation und der Ausfall der St.-Wolfgang-Wallfahrt hatten das Kloster in Mondsee in Schwierigkeiten gebracht. Einige Namen der damals verkauften Höfe scheinen im Urbar von 1416 des Stiftes Mondsee auf: Gerstellehen (heute Bartljack), Schinaglhueb (Bauer am Garten), Talhauserhueb (Thurnberger), Wolgemuethueb (Jungbauer, abgetragen), Chnappenhueb (Kerscher, Achenlohe) (Fannenböck, S. 207).
1007 wurde von Kaiser Heinrich II. das Erzbistum Bamberg gegründet. Es erhielt Besitzungen in Kärnten und auf dem Weg dorthin in Tagesreisen Abständen ebenfalls Güter. Einer dieser Stützpunkte war Friedburg (Gemeinde Lengau). Im Urbar der Burg Friedburg, geführt in Bamberg aus dem Jahr 1335, sind einige Orte der Gemeinde Munderfing erwähnt: Achenlohe, Buch, Parz, Munderfing und Stocker.
Im 18. Jahrhundert wurde das künstliche Schwemmbach-Gerinne von Munderfing bis zur Mündung in die Mattig in Höfen errichtet. Bis 1888 wurden hier jährlich bis zu 10.000 Klafter Holz (1 Klafter Holz = 240 Scheiter) getriftet.
Seit Gründung des Herzogtums Bayern war der Ort bis 1779 bayrisch und kam nach dem Frieden von Teschen mit dem Innviertel (damals Innbaiern) zu Österreich. Während der napoleonischen Kriege wieder kurz bayrisch, gehört er seit 1814 endgültig zum Kronland Österreich ob der Enns. Seit 1918 gehört der Ort zum Bundesland Oberösterreich. Nach dem Anschluss Österreichs an das Deutsche Reich am 13. März 1938 gehörte der Ort zum Gau Oberdonau. 1945 erfolgte die Wiederherstellung Oberösterreichs.
2014 wurde etwa 2 km OSO des Ortszentrums ein Windpark mit 5 Windrädern des Typs Vestas V112 mit je 3 MW Leistung bei 11 m/s Windgeschwindigkeit errichtet. Die Masten stehen auf Anhöhen im Wald, die Nabenhöhe beträgt jeweils 140 m, der Rotordurchmesser 112 m, sie haben eine Gesamthöhe von 194,6 m, und sie zählen damit zu den höchsten Windkraftanlagen in Österreich. Betreiber ist die Windpark Munderfing GmbH, Bürger beteiligten sich auch an der Investition. Die Transporte der bis zu 72 (75?) t (Mastschuss) schweren Bauteile erfolgten über eine bis zu 15 % steile, nicht asphaltierte Forststraße. Die Rotoren erhielten die jeweils 3 Blätter (12 t) in Nabenhöhe eingesetzt.
Im Dezember 2017 wurde der Abschnitt 1 der zweispurigen B147-Umfahrungsstraße Mattighofen–Munderfing dem Verkehr übergeben.

### Einwohnerentwicklung
1991 hatte die Gemeinde laut Volkszählung 2.455 Einwohner, 2001 2.688 Einwohner.

## Kultur und Sehenswürdigkeiten
- Ringwallanlage Spreitzerberg

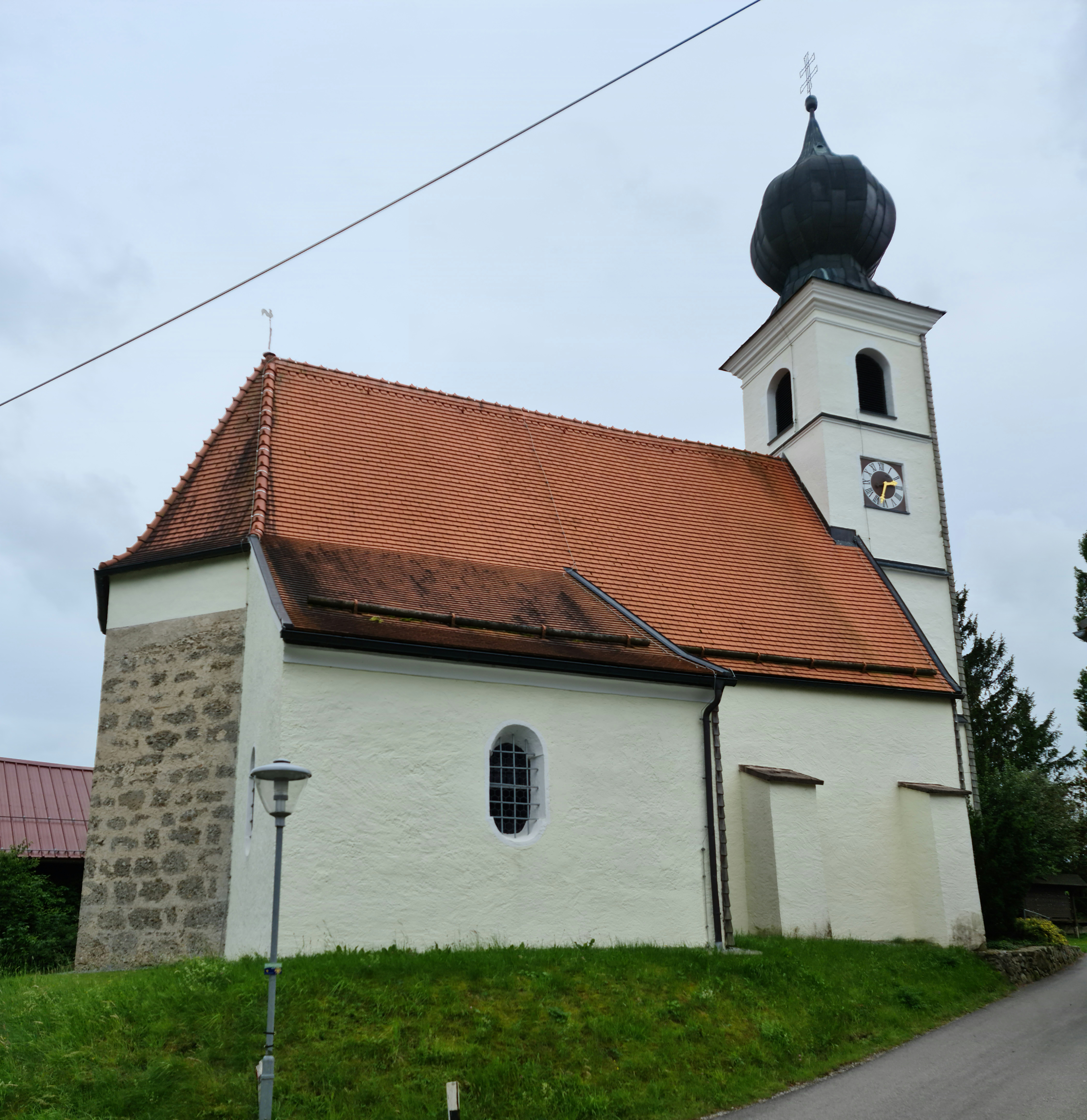
Filialkirche Valentinhaft

- Katholische Pfarrkirche Munderfing hl. Martin
- Katholische Filialkirche Valentinhaft hl. Valentin
- Evangelische Reformations-Gedächtnis-Kirche

## Wirtschaft und Infrastruktur

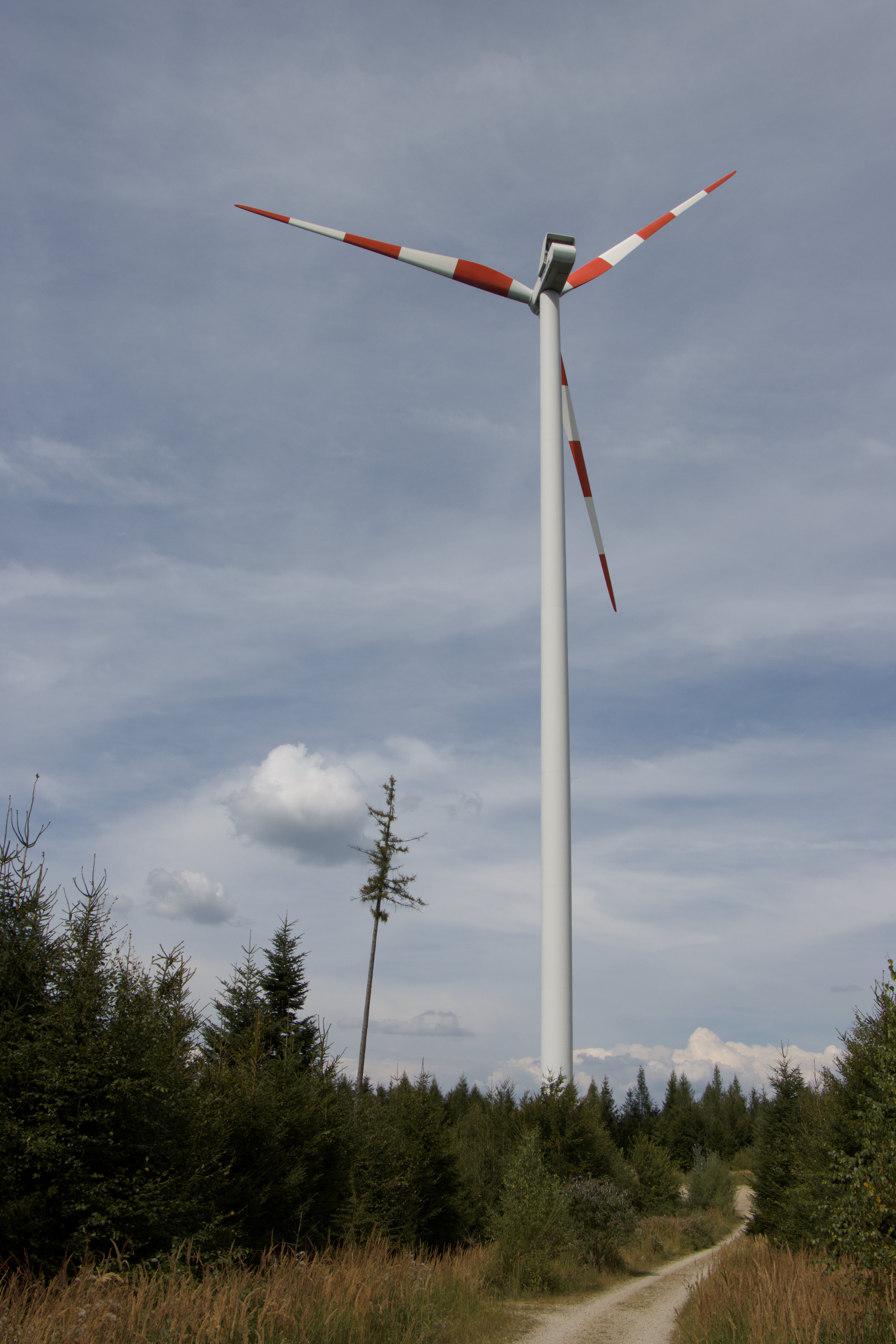
Eine Windturbine des Windparks Munderfing im Kobernaußerwald

### Verkehr
- Straße: Parallel zur Bahnlinie verläuft die Landesstraße B147. Trotz heftiger Proteste beim Spatenstich wurde ab Juli 2015 in Munderfing eine Umfahrungsstraße gebaut. Diese wurde bis Ende 2017 fertiggestellt.[5]
- Bahn: Mattigtalbahn: Die Bahnlinie Braunau–Steindorf mit einem Bahnhof und zwei Haltestellen führt von Süden nach Norden durch das Ortsgebiet.

### Sport
Der Fußballverein FC Munderfing wurde 1966 als SV Munderfing gegründet und 2005 in FC Munderfing umbenannt. Er spielt aktuell in der Bezirksliga West. 2008 gelang der Aufstieg in die Bezirksliga, 2010 der Aufstieg in die Landesliga, aus der man 2012 wieder abstieg. 1974 spielte die Austria Salzburg in Munderfing, 1996 die FC Bayern München Oldstars.
2007 gastierten anlässlich eines Prominententurnieres Stars wie Michael Konsel, Andreas Herzog, Frankie Schinkels und viele mehr in Munderfing. 2009 war Alf Poier (Satsang) zu Gast.

## Politik
Der Gemeinderat hat 25 Mitglieder.
- Mit den Gemeinderats- und Bürgermeisterwahlen in Oberösterreich 1997 hatte der Gemeinderat folgende Verteilung:
- Mit den Gemeinderats- und Bürgermeisterwahlen in Oberösterreich 2003 hatte der Gemeinderat folgende Verteilung: 14 ÖVP, 10 SPÖ und 1 FPÖ.
- Mit den Gemeinderats- und Bürgermeisterwahlen in Oberösterreich 2009 hatte der Gemeinderat folgende Verteilung: 12 ÖVP, 6 SPÖ, 4 Munderfinger Bürgerinitiative und 1 FPÖ.
- Mit den Gemeinderats- und Bürgermeisterwahlen in Oberösterreich 2015 hat der Gemeinderat folgende Verteilung: 12 ÖVP, 6 Munderfinger Bürgerinitiative, 4 SPÖ und 3 FPÖ.
- Mit den Gemeinderats- und Bürgermeisterwahlen in Oberösterreich 2021 hat der Gemeinderat folgende Verteilung: 12 ÖVP, 7 Munderfinger Bürgerinitiative, 4 SPÖ und 2 FPÖ.

### Bürgermeister
- bis 2008 Franz Raudaschl (ÖVP)
- seit 2008 Martin Voggenberger (ÖVP)

### Wappen
Offizielle Beschreibung des Gemeindewappens:
Unter silbernem Schildhaupt, darin drei grüne, silbern gestielte, wachsende Tannenzweige, in Grün zwei schräggekreuzte, abwärts gekehrte, silberne Sapinen mit goldenen Stielen.
Die Gemeindefarben sind Grün-Weiß-Grün.

### Regionalpolitik
Munderfing gehört zur Leaderregion Oberinnviertel–Mattigtal.

## Persönlichkeiten

### Ehrenbürger der Gemeinde
- 1976: Gerhard Possart (1923–1996), Politiker (ÖVP)

### Söhne und Töchter der Gemeinde
- Franz Xaver Huber (* 1755; † um 1809), Publizist und Historiker
- Franz Reiter (1903–1940), Zeuge Jehovas, als Kriegsdienstverweigerer in Berlin-Plötzensee hingerichtet
- Johann Graber (1918–1944), Soldat, als Widerstandskämpfer gegen das NS-Regime hingerichtet
- Leo Schöngruber (1928–2014), Architekt, Maler und Zeichner
- Franz Daxecker (* 1945), Ophthalmologe und Wissenschaftshistoriker

### Mit der Gemeinde verbundene Persönlichkeiten
- Bruno Büchner (1871–1943), deutscher Rad- und Autorennfahrer sowie Luftfahrtpionier
- Benjamin Eder (* 1980), Biathlet
- Louis Hofbauer (1889–1932), österreichischer Maler